# Bejaad
Bejaad (in arabo: أبي الجعد, Abī l-Jaʿd) è una città del Marocco, nella provincia di Khouribga, nella regione di Béni Mellal-Khénifra. Storicamente fu un importante centro culturale e religioso.

## Storia
La città fu fondata nel XV secolo da Sidi Bouabid Cherki (Abū Muḥammad ʿUbayd Allāh al-Sharqī), un importante mistico sufi, diretto discendente del califfo ʿUmar ibn al-Khaṭṭāb. In origine era un centro spirituale, popolare tra i viaggiatori in cerca di educazione religiosa. Dopo la morte di Bouabid Cherki, i figli continuarono il suo lavoro per lo sviluppo della città, che crebbe aumentando il proprio potere e la propria importanza, assieme alla Zaouia Cherkaouia (Zāwiya Shirqawiya), la confraternita fondata da Bouabid. Il modesto villaggio, prese il soprannome di piccola Fez, acquisendo un importantissimo ruolo di centro spirituale. Da secoli, al moussem (mawṣim) - cioè il pellegrinaggio non canonico annuale - a Boujad, i pellegrini provenienti da tutte le parti del Marocco vi si affollano in massa. Questa ampia e popolare festa religiosa che unisce migliaia di visitatori provenienti da diverse regioni del Regno è l'occasione per onorare il fondatore della città.
La Zāwiya Cherkaouia, con l'aiuto di altre confraternite, svolse un ruolo cruciale nella mobilitazione la popolazione per respingere gli attacchi portoghesi. Svolse anche un importante ruolo nella guerra tra gli Wattasidi di Fez e i Sa'diani di Marrakesh.
I membri della confraternita hanno contribuito fortemente allo sviluppo economico della città con la costruzione dei mulini, pozzi e attraverso lo sviluppo di un sistema di irrigazione e il controllo delle rotte della transumanza.

## Etimologia
Secondo i racconti popolari il nome della città deriverebbe dalla presenza, una volta massiccia nella regione, di uno sciacallo chiamato Abu Jâada (Abū Jaʿāda). Altri collegano l'origine di questo nome a un arbusto locale che dà frutti amari, chiamato al Jâada, che un tempo copriva le colline circostanti. Oggi gli sciacalli sono diventati rari e le colline sono scomparse a causa dei progetti edilizi di ampliamento della città iniziati nel XX secolo.

## Società

### Comunità ebraica
La città contava una numerosa comunità ebraica. A differenza di molte altre città antiche del Marocco, Bejaad non aveva un mellah, e nella città musulmani ed ebrei vivevano mescolati. La comunità ebraica era particolarmente attiva nel commercio del grano e dei gioielli. Ogni famiglia ebrea era in contatto con alcuni membri della Zāwiya Cherkaouia, che garantivano loro protezione. 
Nel 1951, la comunità ebraica di Bejaad contava 800 membri. Negli anni successivi, in particolare dopo l'indipendenza del paese, la comunità venne incoraggiata dall'Agenzia ebraica e dal Mossad ad emigrare in massa verso Israele. Nonostante l'esodo di massa, molte famiglie ebraiche mantengono ancora possesso delle loro case nella medina di Bejaad.
Nel 2007 è stato pubblicato Où vas-tu Moshé?, film realizzato dal regista marocchino Hassan Benjelloun, incentrato sull'esodo repentino vissuto dalla comunità.
La città ha dato i natali al politico israeliano Amir Peretz e al diplomatico israeliano Yehuda Lancry.